# Porga
Porga (grčki: Ποργά), Porin (grč. Πορίνος) ili Borko bio je knez Primorske Hrvatske. Obično se smatra kako je bio najraniji poznati knez Primorske Hrvatske, a dio povjesničara poistovjećuje Porgu s kasnijim knezom Bornom. Vjekoslav Klaić navodi kako je on kao jedan od prvih knezova Primorske, odnosno Bijele Hrvatske stolovao na kneževskom dvoru u Bihaću.

## Povijesni izvori

### De administrando imperio
Bizantski car Konstantin Porfirogenet spominje ga u svome djelu „De administrando imperio”. U 31. poglavlju, navodi se:
„Car Heraklije pak poslao je i doveo iz Rima svećenike, od kojih je učinio nadbiskupa, biskupa te svećenike i đakone, i pokrstio je Hrvate, a ti su Hrvati u to doba imali za vladara Porgu.”

Porfirogenet izričito navodi kako je hrvatski narod primio kršćanstvo za cara Heraklija I. U istom poglavlju Porfirogenet navodi kako je Porga bio sin hrvatskoga vladara koji je Hrvate doveo na Jadran. U 30. poglavlju navodi se:
„Otada su ostali samostalni i slobodni te su iz Rima zatražili sv. krst, i poslali su im biskupe i pokrstili ih za vladavine Porina, njihova arhonta.”

#### Identifikacija
Dok neki povjesničari smatraju da su Porga i Porin iz Porfirogenetova djela ista osoba, drugi ih uzimaju za zasebne povijesne ličnosti, ili se pretpostavlja da se, prije svega u slučaju Porina, radi o Borni (vladao od 810. do 821.) ili Branimiru (vladao od 879. do 892.). Povjesničar Ante Milošević postavlja hipotezu da Porga nije bilo stvarno vladarsko ime te iz paralele s Longobardskim mitom Porgu identificira sa slavenskim božanstvom Perunom.

### Knjige
- Horvat, Rudolf. 1924. Pripoviesti iz hrvatske poviesti. Svezak 1. Društvo sv. Jeronima. Zagreb.
- Klaić, Vjekoslav. 1886. Povijest Hrvatske I. Od najstarijeg doba do g. 1657. Tiskara "Merkur". Zagreb.
- Francis Dvornik; Romilly Jenkins; Bernard Lewis; Gyula Moravcsik; Dimitri Obolensky; Steven Runciman. 1962.  Jenkins, Romilly (ur.). De Administrando Imperio: Volume II Commentary. The Athlone Press, University of London. London. ISBN 9780884020219
- Komatina, Predrag. 2021. Konstantin Porfirogenit i rana istorija Južnih Slovena [Constantine Porphyrogenitus and the Early History of the South Slavs] (srpski). Institute for Byzantine Studies SANU. Belgrade. ISBN 978-86-83883-28-8. Inačica izvorne stranice arhivirana 23. listopada 2023.
- Živković, Tibor. 2012. De conversione Croatorum et Serborum: A Lost Source. The Institute of History. Belgrade.

### Članci
- Milošević, Ante. 2013. Tko je Porin iz 30. glave De administrando imperio?. Starohrvatska prosvjeta. Muzej hrvatskih arheoloških spomenika. Split. 3 (40): 128–132
- Mandić, Dominik. 1992. Papa Ivan IV. Solinjanin i pokrštenje Hrvata. Croatica Christiana periodica. Sveučilište u Zagrebu - Katolički bogoslovni fakultet. Zagreb. 16 (29): 1–22
- Brešan, Igor. 8. kolovoza 2014. Dr. Ante Milošević: Porin nije povijesna ličnost! On je bog, a ne knez!. Slobodna Dalmacija. Inačica izvorne stranice arhivirana 15. studenoga 2021. Pristupljeno 24. ožujka 2016.CS1 održavanje: datum i godina (link)

| Vladarske titule | Vladarske titule                            | Vladarske titule    |
| ---------------- | ------------------------------------------- | ------------------- |
| prethodnik ?     | knezovi Primorske Hrvatske kraj 7. stoljeća | nasljednik Višeslav |